# جيمس بروس (لاعب كريكت زيمبابوي)
جيمس بروس (17 يونيو 1993 بهراري في زيمبابوي - ) (بالإنجليزية: James Bruce)‏ هو لاعب كريكت زيمبابوي.

## وصلات خارجية
- جيمس بروس على موقع إي آس بي آن كريك إنفو (الإنجليزية)